# Sarina Hülsenbeck
Sarina Hülsenbeck (República Democrática Alemana, 5 de julio de 1962) es una nadadora alemana retirada especializada en pruebas de estilo libre, donde consiguió ser campeona olímpica en 1980 en los 4 x 100 metros libre.

## Carrera deportiva
En los Juegos Olímpicos de Moscú 1980 ganó la medalla de oro en los relevos de 4 x 100 metros libre, con un tiempo de 3:42.71 segundos, por delante de Suecia y Países Bajos, siendo sus compañeras de equipo: Barbara Krause, Caren Metschuck y Ines Diers. Y también ganó el oro en los 4 x 100 metros estilos, aunque solo participó en las pruebas clasificatorias para la final.